# Nadia Podoroska
Nadia Podoroska (ur. 10 lutego 1997 w Rosario) – argentyńska tenisistka pochodzenia ukraińskiego, reprezentantka kraju w rozgrywkach Pucharu Federacji.

## Kariera tenisowa
W karierze wygrała jeden turniej rangi WTA 125, czternaście singlowych oraz siedem deblowych turniejów rangi ITF. Najwyżej w rankingu WTA była sklasyfikowana na 36. miejscu w singlu (12 lipca 2021) oraz na 66. miejscu w deblu (16 sierpnia 2021).
Pierwszy deblowy triumf w zawodach cyklu WTA Tour odniosła w 2017 roku w Bogocie, gdzie razem z Beatriz Haddad Maią pokonały w meczu mistrzowskim Verónicę Cepede Royg i Magdę Linette 6:3, 7:6(4). Rok później wraz z partnerującą jej Marianą Duque Mariño nie obroniła tytułu, przegrywając w finale.
We wrześniu 2020 w finale rozgrywek gry podwójnej w Pradze wspólnie z Giulią Gatto-Monticone uległy parze Lidzija Marozawa–Andreea Mitu wynikiem 4:6, 4:6. W październiku osiągnęła półfinał French Open w grze pojedynczej.

## Historia występów wielkoszlemowych
Legenda
     W, wygrany turniej
     F, przegrana w finale
     SF, przegrana w półfinale
     QF, przegrana w ćwierćfinale
     xR, przegrana w x rundzie
     Qx, przegrana w x rundzie kwalifikacji
     A, brak startu
     NH, turniej nie odbył się

### Występy w grze pojedynczej
| Australian Open        | A   | A   | A   | A   | A   | Q1  | A   | Q2  | A  | 2R | A   | 2R | 2R | 1R | 0 / 4  | 3 – 4   |  |  |  |  |  |  |  |  |  |  |
| French Open            | A   | A   | A   | A   | A   | Q1  | A   | A   | SF | 1R | A   | 2R | 1R |    | 0 / 4  | 6 – 4   |  |  |  |  |  |  |  |  |  |  |
| Wimbledon              | A   | A   | A   | A   | A   | Q1  | A   | A   | NH | 2R | Q2  | 2R | 1R |    | 0 / 3  | 2 – 3   |  |  |  |  |  |  |  |  |  |  |
| US Open                | A   | A   | A   | A   | 1R  | A   | A   | Q1  | A  | 1R | 1R  | 1R | 1R |    | 0 / 5  | 0 – 5   |  |  |  |  |  |  |  |  |  |  |
|                        |     |     |     |     |     |     |     |     |    |    |     |    |    |    |        |         |  |  |  |  |  |  |  |  |  |  |
| Ranking na koniec roku | 658 | 732 | 371 | 336 | 191 | 314 | 320 | 255 | 47 | 83 | 204 | 78 | 80 |    | 0 / 16 | 11 – 16 |  |  |  |  |  |  |  |  |  |  |

### Występy w grze podwójnej
| Australian Open        | A | A | A   | A   | A   | A   | A   | A   | A   | 1R | A   | 1R  | A   | A | 0 / 2  | 0 – 2  |  |  |  |  |  |  |  |  |  |  |  |
| French Open            | A | A | A   | A   | A   | A   | A   | A   | A   | SF | A   | A   | 1R  |   | 0 / 2  | 4 – 2  |  |  |  |  |  |  |  |  |  |  |  |
| Wimbledon              | A | A | A   | A   | A   | A   | A   | A   | NH  | 1R | A   | 1R  | 1R  |   | 0 / 3  | 0 – 3  |  |  |  |  |  |  |  |  |  |  |  |
| US Open                | A | A | A   | A   | A   | A   | A   | A   | A   | 1R | 2R  | 1R  | A   |   | 0 / 3  | 1 – 3  |  |  |  |  |  |  |  |  |  |  |  |
|                        |   |   |     |     |     |     |     |     |     |    |     |     |     |   |        |        |  |  |  |  |  |  |  |  |  |  |  |
| Ranking na koniec roku | – | – | 637 | 584 | 312 | 117 | 202 | 488 | 287 | 68 | 461 | 253 | 362 |   | 0 / 10 | 5 – 10 |  |  |  |  |  |  |  |  |  |  |  |

### Występy w grze mieszanej
| Australian Open | A | A | A | A | A | A | A | A | A | A  | A | A | A | A | 0 / 0 | 0 – 0 |  |  |  |  |  |  |  |  |  |  |  |
| French Open     | A | A | A | A | A | A | A | A | A | A  | A | A | A |   | 0 / 0 | 0 – 0 |  |  |  |  |  |  |  |  |  |  |  |
| Wimbledon       | A | A | A | A | A | A | A | A | A | A  | A | A | A |   | 0 / 0 | 0 – 0 |  |  |  |  |  |  |  |  |  |  |  |
| US Open         | A | A | A | A | A | A | A | A | A | 2R | A | A | A |   | 0 / 1 | 1 – 1 |  |  |  |  |  |  |  |  |  |  |  |
|                 |   |   |   |   |   |   |   |   |   |    |   |   |   |   |       |       |  |  |  |  |  |  |  |  |  |  |  |
|                 |   |   |   |   |   |   |   |   |   |    |   |   |   |   | 0 / 1 | 1 – 1 |  |  |  |  |  |  |  |  |  |  |  |

## Finały turniejów WTA
| Legenda                     | Legenda |
| --------------------------- | ------- |
| Wielki Szlem                |         |
| Igrzyska olimpijskie        |         |
| WTA Tour Championships      |         |
| 2009 – 2020                 |         |
| WTA Premier Mandatory       |         |
| WTA Premier 5               |         |
| WTA Premier                 |         |
| WTA International Series    |         |
| WTA 125K series (2012–2020) |         |
| od 2021                     |         |
| WTA 1000 (obowiązkowe)      |         |
| WTA 1000 (nieobowiązkowe)   |         |
| WTA 500                     |         |
| WTA 250                     |         |
| WTA 125                     |         |

### Gra podwójna 1 (1–1)
| Końcowy wynik | Nr | Data             | Turniej | Nawierzchnia | Partnerka            | Przeciwniczki                      | Wynik finału |
| ------------- | -- | ---------------- | ------- | ------------ | -------------------- | ---------------------------------- | ------------ |
| Zwyciężczyni  | 1. | 15 kwietnia 2017 | Bogota  | Ceglana      | Beatriz Haddad Maia  | Verónica Cepede Royg Magda Linette | 6:3, 7:6(4)  |
| Finalistka    | 1. | 15 kwietnia 2018 | Bogota  | Ceglana      | Mariana Duque Mariño | Dalila Jakupović Irina Chromaczowa | 3:6, 4:6     |

## Finały turniejów WTA 125

### Gra pojedyncza 3 (3–0)
| Końcowy wynik | Nr | Data             | Turniej         | Nawierzchnia | Przeciwniczka   | Wynik finału  |
| ------------- | -- | ---------------- | --------------- | ------------ | --------------- | ------------- |
| Zwyciężczyni  | 1. | 5 lutego 2023    | Cali            | Ceglana      | Paula Ormaechea | 6:4, 6:2      |
| Zwyciężczyni  | 2. | 31 marca 2024    | San Luis Potosí | Ceglana      | Francesca Jones | 6:1, 6:2      |
| Zwyciężczyni  | 3. | 17 sierpnia 2024 | Barranquilla    | Twarda       | Tatjana Maria   | 6:2, 1:6, 6:3 |

### Gra podwójna 1 (0–1)
| Końcowy wynik | Nr | Data            | Turniej | Nawierzchnia | Partnerka              | Przeciwniczki                 | Wynik finału |
| ------------- | -- | --------------- | ------- | ------------ | ---------------------- | ----------------------------- | ------------ |
| Finalistka    | 1. | 6 września 2020 | Praga   | Ceglana      | Giulia Gatto-Monticone | Lidzija Marozawa Andreea Mitu | 4:6, 4:6     |

## Wygrane turnieje rangi ITF
| turnieje z pulą nagród 100 000 $   |
| turnieje z pulą nagród 75/80 000 $ |
| turnieje z pulą nagród 50/60 000 $ |
| turnieje z pulą nagród 25 000 $    |
| turnieje z pulą nagród 15 000 $    |
| turnieje z pulą nagród 10 000 $    |

### Gra pojedyncza
|     | Data       | Turniej             | Naw.    | Przeciwniczka        | Wynik               |
| 1.  | 25/11/2013 | Santiago            | Ceglana | Cecilia Costa Melgar | 6:2, 5:7, 3:5 krecz |
| 2.  | 24/03/2014 | Lima                | Ceglana | Carla Lucero         | 6:3, 6:4            |
| 3.  | 31/03/2014 | Lima                | Ceglana | Csilla Argyelán      | 6:2, 6:4            |
| 4.  | 26/05/2014 | Bol                 | Ceglana | Bianca Botto         | 6:1, 6:7(6), 6:1    |
| 5.  | 09/06/2014 | Bol                 | Ceglana | Olga Janczuk         | 6:3, 2:6, 6:2       |
| 6.  | 14/03/2015 | São José dos Campos | Ceglana | Victoria Bosio       | 6:7(6), 7:6(2), 6:3 |
| 7.  | 03/04/2016 | São José dos Campos | Ceglana | Gabriela Cé          | 7:6(2), 6:1         |
| 8.  | 03/07/2016 | Denain              | Ceglana | Irina Ramialison     | 6:3, 5:7, 6:4       |
| 9.  | 01/07/2018 | Périgueux           | Ceglana | Myrtille Georges     | 6:2, 6:0            |
| 10. | 12/05/2019 | Monzón              | Twarda  | Cristina Bucșa       | 6:2, 4:6, 6:2       |
| 11. | 13/10/2019 | Pula                | Ceglana | Martina Trevisan     | 7:6(5), 6:1         |
| 12. | 19/01/2020 | Malibu              | Twarda  | Claire Liu           | 4:6, 6:3, 6:3       |
| 13. | 26/01/2020 | Petit-Bourg         | Twarda  | Harmony Tan          | 7:5, 7:5            |
| 14. | 13/09/2020 | Saint-Malo          | Ceglana | Cristina Bucșa       | 4:6, 7:5, 6:2       |

### Gra podwójna
|    | Data       | Turniej             | Naw.    | Partnerka             | Przeciwniczki                     | Wynik          |
| 1. | 02/12/2013 | São José dos Campos | Ceglana | Eduarda Piai          | Fernanda Brito Stephanie Petit    | 7:6(4), 7:5    |
| 2. | 06/04/2015 | Santiago            | Ceglana | Guadalupe Pérez Rojas | Fernanda Brito Eduarda Piai       | 6:4, 6:4       |
| 3. | 30/05/2016 | Hódmezővásárhely    | Ceglana | Laura Pigossi         | Irina Bara Lina Ǵorčeska          | 6:3, 6:0       |
| 4. | 19/02/2017 | Surprise            | Twarda  | Mariana Duque Mariño  | Usue Maitane Arconada Sofia Kenin | 4:6, 6:0, 10–5 |
| 5. | 09/07/2017 | Rzym                | Ceglana | Anastasija Komardina  | Quirine Lemoine Eva Wacanno       | 7:6(3), 6:3    |
| 6. | 17/06/2018 | Hódmezővásárhely    | Ceglana | Réka Luca Jani        | Danka Kovinić Nina Stojanović     | 6:4, 6:4       |
| 7. | 23/09/2018 | Lubbock             | Twarda  | Naomi Broady          | Vladica Babić Hayley Carter       | 3:6, 6:2, 10–8 |

## Występy w igrzyskach olimpijskich

### Gra pojedyncza
| Runda                                                                      | Przeciwniczka                                         | Wynik       |
| -------------------------------------------------------------------------- | ----------------------------------------------------- | ----------- |
|                                                                            |                                                       |             |
| Letnie Igrzyska Olimpijskie w Tokio 2020, reprezentując państwo Argentyna  |                                                       |             |
| I runda                                                                    | Kazachstan: Julija Putincewa                          | 7:6(4), 6:3 |
| II runda                                                                   | Rosyjski Komitet Olimpijski: Jekatierina Aleksandrowa | 6:1, 6:3    |
| III runda                                                                  | Hiszpania: Paula Badosa                               | 2:6, 3:6    |
|                                                                            |                                                       |             |
| Letnie Igrzyska Olimpijskie w Paryżu 2024, reprezentując państwo Argentyna |                                                       |             |
| I runda                                                                    | Francja: Diane Parry                                  | 6:7(6), 5:7 |

### Gra podwójna
| Runda                                                                      | Partnerka           | Przeciwniczki                                       | Wynik    |
| -------------------------------------------------------------------------- | ------------------- | --------------------------------------------------- | -------- |
|                                                                            |                     |                                                     |          |
| Letnie Igrzyska Olimpijskie w Paryżu 2024, reprezentując państwo Argentyna |                     |                                                     |          |
| I runda                                                                    | María Lourdes Carlé | Niemcy: Tamara Korpatsch / Tatjana Maria            | 6:3, 6:0 |
| II runda                                                                   | María Lourdes Carlé | Hiszpania: Cristina Bucșa / Sara Sorribes Tormo [8] | 3:6, 4:6 |

### Gra mieszana
| Runda                                                                      | Partner               | Przeciwnicy                                      | Wynik             |
| -------------------------------------------------------------------------- | --------------------- | ------------------------------------------------ | ----------------- |
|                                                                            |                       |                                                  |                   |
| Letnie Igrzyska Olimpijskie w Tokio 2020, reprezentując państwo Argentyna  |                       |                                                  |                   |
| I runda                                                                    | Horacio Zeballos      | Australia: Ashleigh Barty / John Peers           | 1:6, 6:7(3)       |
|                                                                            |                       |                                                  |                   |
| Letnie Igrzyska Olimpijskie w Paryżu 2024, reprezentując państwo Argentyna |                       |                                                  |                   |
| I runda                                                                    | Máximo González [Alt] | Stany Zjednoczone: Coco Gauff / Taylor Fritz [3] | 1:6, 7:6(6), 5–10 |